# Wurmbea glassii
Wurmbea glassii är en tidlöseväxtart som först beskrevs av Charles Henry Wright, och fick sitt nu gällande namn av John Charles Manning och Annika Vinnersten. Wurmbea glassii ingår i släktet Wurmbea och familjen tidlöseväxter. Inga underarter finns listade i Catalogue of Life.